# Buriti Bravo (ort)
Buriti Bravo är en ort i Brasilien.   Den ligger i kommunen Buriti Bravo och delstaten Maranhão, i den östra delen av landet, 1 200 km norr om huvudstaden Brasília. Buriti Bravo ligger 227 meter över havet och antalet invånare är 17 692.
Terrängen runt Buriti Bravo är platt. Det finns inga andra samhällen i närheten.
Omgivningarna runt Buriti Bravo är huvudsakligen savann. Runt Buriti Bravo är det glesbefolkat, med 17 invånare per kvadratkilometer.